# Bénéna
Bénéna est une commune malienne située dans le cercle de Tominian, et dans la nouvelle région de San.